# Guillermo Ben Hassan
 Guillermo Ben Hassan (Buenos Aires Argentina 13 de abril de 1935– ídem., 7 de mayo de 2005 fue un actor de cine, televisión y teatro y director de teatro. Además de su labor artística y docente se desempeñó como vicesecretario de la Sociedad Argentina de Autores (Argentores). 

## Estudios
Egresado del Conservatorio Nacional de Arte Dramático, estudió  en 1956 escenografía, área escénica e iluminación con Gastón Breyer, en 1957 dirección de actores con Alberto D’Aversa, en 1958 perfeccionamiento actoral con Raúl de Lange, en 1961 historia del vestuario, vestuario, utilería y composición escénica con Eduardo Fasulo y fue becado para estudiar con Jean Vilar y en 1962 fue uno de los directores seleccionados para estudia con Lee Strasberg.

## Emprendimientos teatrales
En 1954 fue, junto con otros actores, uno de los fundadores de la cooperativa Arco Iris que mientras funcionó, hasta 1962, montó más de 25 obras de teatro. En 1965 fundó la Cooperativa Argentina de Teatro, cuya dirección ejerció hasta 1986; entre quienes participaron de los dos emprendimientos pueden citarse a Gastón Breyer, Norberto Califano, Amílcar Casetari, Sergio D'Angelo y Eduardo Fasulo. Con la Cooperativa realizó en 1981 el ciclo El Teatro en la escuela, destinado a llevar el teatro didáctico a los establecimientos educacionales; fueron a 380 lugares representando los espectáculos España del siglo XIV y Muchachos, vamos a hacer teatro. Y en 1985, CAT formó parte del Homenaje Internacional de Federico García Lorca con "La Casa de Bernarda Alba" y "Mariana Pineda".
En 1958 hizo en forma conjunta con la Municipalidad de Buenos Aires el primer ciclo de Teatro en los Barrios. En 1960 la comedia musical Capitán Fogata por él dirigida en el Teatro General San Martín tuvo tanto éxito que en lugar de darse en un solo turno pasó a representarse en toda la temporada oficial y también en el ciclo 1966/1967 del auditórium de Mar del Plata

## Premio
Su puesta en escena de la obra Fidela en la Muestra Nacional de Teatro de 1960.

## Obras
Entre la treintena de obras que estrenó en el país y fuera de él se recuerdan Los argentinos descendemos de... los barcos, Cosas nuestras, Los cuernos de Federico, Muchachos, vamos a hacer teatro!, No te metás, Juan, Travesuras en el Oeste y, en especial, Pasión y muerte de Silverio Leguizamón (1969), que adaptó y dirigió poniendo 90 actores sobre un escenario de cien metros de boca en las barrancas del río Paraná mientras el público miraba desde la llanura. En 1978 puso el espectáculo de music-hall El espectáculo del fútbol espectáculo y en 1979 presentó El centroforward murió al amanecer  en una nueva versión.  

## El autor y el docente
Fueron estrenadas obras  para adultos, para niños y para adolescentes, obras cortas y juegos dramáticos escritas por Guillermo Ben Hassan. Entre sus obras pueden mencionarse
La historia del muñeco que quiso ser hombre , considerada por el autor de las más importantes y Ah…la libertad, la paz y la justicia.
También tuvo una extensa trayectoria docente en Talleres de Teatro y seminarios para los cuales fue contratado, entre otras entidades, por la Subsecretaría de Cultura de la Provincia de Buenos Aires entre 1968 y 1972, La Casa del Normalista, Escuela Superior de Arte de Buenos Aires entre 1962 y 1976 y también por numerosos establecimientos educacionales privados.
Ha dado seminarios de dirección teatral dirigidos a docentes de escuelas secundarias (1981) y formó y dirigió el elenco de la Facultad de Filosofía de la Universidad de Buenos Aires. 

## Valoración
La estudiosa Perla Zayas de Lima dice que Ben Hassan estaba enrolado en el expresionismo y reconoce como influencia las de Jean Vilar, Raúl de Lange y Federico Fellini y sus puestas las realizó en esa corriente, salvo las piezas históricas como Mariano Moreno. 

## Filmografía
Actor
- Vení conmigo  (1973)
- Los traidores (1973)

## Televisión
Actor
- Historias de medio pelo (Serie)

## Obras de su autoría
- El fercho
- La historia del muñeco que quiso ser hombre
- Ah…la libertad, la paz y la justicia

## Teatro
- Pasión y muerte de Silverio Leguizamón (1969)
- Abrigate... que están caras las coronas (Director)
- Capitán Fogata (Director)
- Travesuras en el Oeste
- Muchachos, vamos a hacer teatro!
- No te metás, Juan
- Cosas nuestras
- Los argentinos descendemos de... los barcos
- Los cuernos de Federico
- La Casa de Bernarda Alba" (director)
- Mariana Pinera" (director)